# Горякина
Горякина — деревня в Брасовском районе Брянской области, в составе Веребского сельского поселения. 
 Расположена в 6 км к северо-востоку от села Веребск, у границы с Орловской областью. Население — 2 человека (2010).

## История
Упоминается с XVII века (первоначальное название — Татарское, или Агарякино Займище). До 1778 года входила в Самовскую волость Карачевского уезда, в 1778—1782 в Луганском уезде.
С 1782 по 1928 гг. в Дмитровском уезде (с 1861 — в составе Веребской волости; с 1923 в Глодневской волости), входила в приход села Суслова. В XIX веке — владение Ступиных, устроивших здесь в 1870-х гг. часовню в честь иконы Божией Матери «Всех скорбящих Радость» (не сохранилась).
С 1929 года — в Брасовском районе. С 1920-х гг. до 1954 года входила в состав Сусловского сельсовета.